# Vauchamps (Doubs)
Vauchamps korábbi község (település) Franciaországban, Doubs megyében. 2018. január 1-jén a korábbi Bouclans községgel egyesült és az azonos nevű Bouclans új község része lett.
Lakosainak száma 122 fő (2018. január 1.). Vauchamps Bouclans, Champlive, Glamondans és Osse községekkel határos.

## Népesség
A település népessége az elmúlt években az alábbi módon változott:
| Lakosok száma | 77   | 87   | 74   | 102  | 121  | 128  | 133  | 128  | 124  | 122  |
|               | 1968 | 1975 | 1982 | 1990 | 1999 | 2011 | 2013 | 2015 | 2017 | 2018 |